# Сюсмя
Сю́смя (фин. Sysmä) — муниципалитет в провинции Пяйят-Хяме в Финляндии. Расположен на берегу озера Пяйянне, между Ювяскюля и Лахти. Площадь всего муниципалитета составляет 936,29 км², из которых 268,86 км² занимает водная поверхность. До реформы 1997 года муниципалитет относился к губернии Миккели.
Сюсмя граничит с муниципалитетами Асиккала, Хартола, Хейнола, Кухмойнен, Луханка и Падасйоки.

## Достопримечательности
В окрестностях города, на озере Пяйянне, находится остров Пяйятсало, занимающий площадь около 300 гектаров, на котором расположен Национальный парк Пяйянне.
В городе имеется Церковь Святого Олафа, а также ряд усадеб — Ховила, Норденлунд, Сууркюля и другие.

## Население
| Год     | 2003  | 2008  | 2009  |
| ------- | ----- | ----- | ----- |
| Жителей | 4 764 | 4 559 | 4 484 |

## Знаменитые уроженцы
- Арвид Тандерфельт, дворянин
- Марьятта Тапиола, художница
- Олави Вирта, певец и актёр
- Антеро Олин, график
- Юрьё Кокко, писатель
- Юхо Сааринен, отец архитектора Элиэля Сааринена
- Мауно Пеккала, премьер-министр Финляндии в 1946—1948.